# Agustín Morales
Pedro Agustín Morales Hernández (La Paz, Imperio español; 11 de marzo de 1808-La Paz, Bolivia; 27 de noviembre de 1872) fue un militar, comerciante y político boliviano. Ocupó la presidencia de Bolivia desde el 15 de enero de 1871 hasta que su sobrino Federico Lafaye lo asesinó el 27 de noviembre de 1872.

## Biografía
Inicialmente partidario del presidente José Ballivián (1841-1847), Morales se convirtió en enemigo jurado del general Manuel Isidoro Belzú, responsable de la deposición de Ballivián en 1847. Después de años de enfrentamientos con Belzú, Morales accedió al poder con el presidente José María Linares (1857-1861). Opuesto al gobierno del general José María de Achá, que depuso a Linares, Morales respaldó el golpe de diciembre de 1864 que llevó al poder al general Mariano Melgarejo, siendo recompensado con el generalato y el comando en jefe del ejército boliviano. El Sexenio de Melgarejo fue polémico y brutal, ganándose una dura oposición. Finalmente Morales cambió de bando y uniendo a todas las facciones opuestas al presidente le destronó con un golpe de Estado en enero de 1871. Fue el final del sexenio, pero no de los gobiernos militares.

## Presidente de Bolivia
De carácter tempestuoso intentó gobernar como dictador, pero fue avergonzado cuando una de sus cartas fue publicada en los periódicos en 1872. Morales convocó al congreso por primera vez desde la administración de Achá y se ofreció a abandonar el cargo. Mientras el congreso deliberaba, Morales atravesó bruscos cambios de humor, llegando a atacar a uno de sus asistentes militares, el 27 de noviembre de 1872. Su sobrino, Federico Lafaye, tratando de detenerle, recibió su ira y disparó al presidente, matándolo.
A su muerte, el congreso proclamó a Tomás Frías presidente en funciones con misión de convocar elecciones en 1873.